# سربینیل
سربینیل (به انگلیسی: Sorbinil) یک ترکیب شیمیایی با شناسه پاب‌کم ۳۳۷۳۵۹ است. شکل ظاهری این ترکیب، پودر سفید است.